# Jacques Curie
Paul-Jacques Curie (Paris, 29 de outubro de 1855 — Montpellier, 19 de fevereiro de 1941) foi um físico francês e professor de mineralogia na Universidade de Montpellier. Era irmão de Pierre Curie, com quem estudou a piroeletricidade; este estudo levaria à descoberta de alguns dos mecanismos da piezoeletricidade.

## Biografia
Em 1883, Jacques Curie foi nomeado professor de mineralogia na Universidade de Montpellier. Esta nomeação marcou o fim de sua colaboração com seu irmão Pierre. Ele permaneceu em Montpellier até sua morte em 1941, com exceção dos anos de 1887 a 1889, que passou na Argélia, lecionando na Escola de Ciências de Argel e conduzindo suas pesquisas. Não foi até 1903 que ele foi nomeado para a cadeira de física, posição que manteve até sua aposentadoria em 1925. Sua filha Evelyne casou-se com Jacques de Hauteclocque, primo-irmão do marechal Leclerc. Seu filho Maurice Curie era físico.
Ele está enterrado no cemitério Saint-Lazare em Montpellier.

## Pesquisa e descobertas
O maior legado de Jacques Curie é a descoberta do efeito piezoelétrico com seu irmão Pierre em 1880. Os dois irmãos eram então assistentes de laboratório na Faculdade de Ciências de Paris, sob a direção de Charles Friedel. Os relatos de sua descoberta geralmente atribuem a Jacques Curie apenas um papel secundário em favor de seu irmão Pierre. Sem dúvida, a comparação entre a carreira brilhante deste último e a mais tranquila de Jacques dá alguma razão para isso, porém não há evidências de que Jacques se limitou a um papel menor. Em particular, ele tinha mais experiência do que seu irmão no estudo de piroeletricidade. Na verdade, é quase impossível separar claramente as contribuições dos dois irmãos, pois eles compartilhavam constantemente suas ideias. Segundo Shaul Katzir, deve-se considerar a descoberta como uma contribuição conjunta.
A lei de Curie-von Schweidler refere-se à resposta do material dielétrico à entrada em degrau de uma tensão de corrente contínua (DC) observada pela primeira vez por Jacques Curie e Egon Ritter von Schweidler.